# درجة الحرارة المرجعية
درجة الحرارة المرجعية : تنعت بدرجة الحرارة المرجعية درجة الحرارة اللتي يتم اعتمادها أثناء معايرة أجهزة القياس. 
ولضمان إمكانية المقارنة بين القياسات، تم اعتماد قيمة 20 درجة سلسيوس كدرجة حرارة مرجعية دولية ثابتة.